# 222e division côtière
La 222e division côtière (222ª Divisione Costiera) était une division d'infanterie de l'armée italienne pendant la Seconde Guerre mondiale. La division était basée à Salerne en Campanie.
Les divisions côtières étaient des divisions de deuxième ligne, généralement formées d'hommes dans la quarantaine et la cinquantaine destinés à effectuer des tâches ouvrières. Les hommes recrutés localement étaient souvent commandés par des officiers appelés à la retraite. Leurs équipements étaient également de basse qualité.

## Ordre de bataille
- 74e régiment d'infanterie côtier
- 89e régiment d'infanterie côtier